# Adiantum pyramidale
Adiantum pyramidale är en kantbräkenväxtart som först beskrevs av Carolus Linnaeus, och fick sitt nu gällande namn av Carl Ludwig Willdenow. Adiantum pyramidale ingår i släktet Adiantum och familjen Pteridaceae. Inga underarter finns listade.